# Casa Will H. Buck
La casa Will H. Buck es una edificación histórica ubicada en Vacaville, California, Estados Unidos. Diseñada por George Sharpe, fue construida en 1892 con una arquitectura de estilo Reina Ana. Figura en el Registro Nacional de Lugares Históricos desde el 24 de octubre de 1985.

## Historia
Fue construida en 1892 por George Sharpe, un maestro de obras local, para William H. Buck, pariente del fruticultor Leonard W. Buck, quien nació en el estado de Nueva York en 1846 y se mudó a California en 1881. El hijo de Leonard Buck, Frank H. Buck, Sr., cuyo hijo Frank, Jr. se convirtió en congresista de los Estados Unidos, construyó una casa cercana. La edificación cambió de propietario a mediados de la década de 1930 y se dividió en apartamentos. Fue renovada en 2003.

## La casa
Está ubicada en una sección de Vacaville que la familia Buck compró en 1887 como un terreno de 147,6 acres (59,7 ha), y después se construyó con otras casas grandes a lo largo de Buck Avenue. Tiene dos pisos y medio con un ático y está construido en estilo Queen Anne, de madera de secoya y con revestimiento de secoya; la carpintería interior es de roble al estilo Eastlake. Posee tres balcones, en el segundo piso, el nivel del ático, y en una ventana con capota en una de las dos esquinas recortadas, y el tallado decorativo en las fachadas incluye enjutas y calas decoradas con diseños geométricos, patrones de tablero de ajedrez y tallados. La casa también está decorada con vidrieras, particularmente en la escalera principal, y el travesaño sobre la puerta principal tiene vidrieras opalescentes. Además posee una chimenea de azulejos en el salón delantero. Una cochera en la parte trasera se adaptó a mediados de la década de 1930 en un edificio de apartamentos de dos pisos.